# فوزي صايشي
فوزي صايشي، ولد سنة 9 أفريل 1951 بعين الصفراء، ممثل جزائري.

## أفلام ومسلسلات
- 1982: سقف وعائلة
- 1986: Les Folles Années du twist
- 1991: من هوليوود إلى تمنراست
- 1991 : شاب ، للمخرج رشيد بوشارب
- 1996: Salut cousin !
- 1996: Le Portrait
- 2002 : Frontières ، للمخرج مصطفى جاجام
- 2003: Viva Laldjérie ، للمخرج نذير مقناش
- 2003: Après la pluie, le beau temps ، للمخرجة Nathalie Schmidt
- 2003: Chouchou
- 2004: ناس ملاح سيتي 2
- 2004: Viva Algeria [3]
- 2004: من الدوار للدولار
- 2005: ناس ملاح سيتي 3
- 2006: Beur blanc rouge
- 2006: Mon colonel
- 2007: خالي والتلغراف
- 2007: مريم
- 2008: لخضر والبيروقراطية
- 2009: Entre hier et aujourd'hui

- 2011: جمعي فاميلي 3، في دور مدير السجن
- 2018: بوقرون